# 普兰维尔 (厄尔省)
普兰维尔（法語：Plainville，法語發音：[plɛ̃vil]）是法国厄尔省的一个市镇，属于贝尔奈区。

## 地理
普兰维尔（49°5'5"N, 0°29'57"E）面积6.41 平方千米，位于法国诺曼底大区厄尔省，该省份为法国北部内陆省份，北起滨海塞纳省，西接奧恩省和卡爾瓦多斯省，南至厄尔-卢瓦省，东临瓦兹省、瓦兹河谷省和伊夫林省。
与普兰维尔接壤的市镇（或旧市镇、城区）包括：卡奥尔什-圣尼古拉、卡佩勒莱格朗、圣樊尚迪布莱、圣马丹迪蒂约勒、圣维克托-德克雷蒂安维尔。

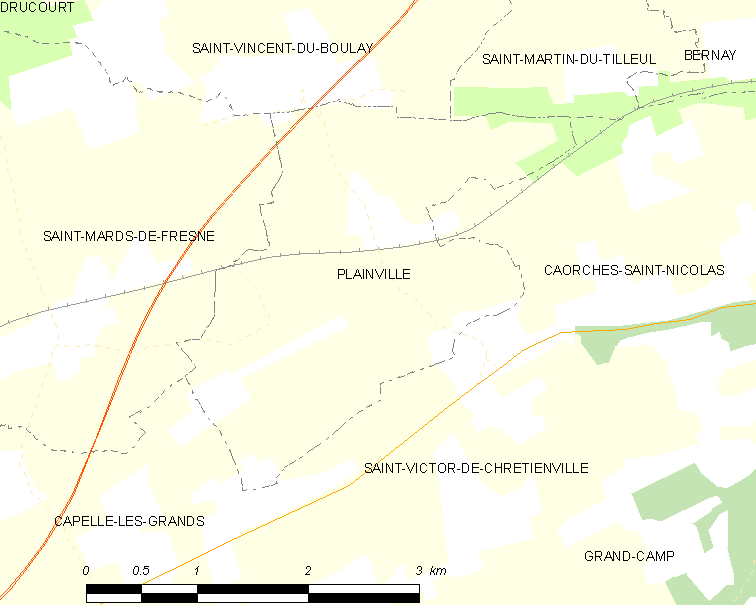
的OSM定位图

普兰维尔的时区为UTC+01:00、UTC+02:00（夏令时）。

## 行政
普兰维尔的邮政编码为27300，INSEE市镇编码为27460。

## 政治
普兰维尔所属的省级选区为贝尔奈县。

## 人口

1962-2008年间人口变化图示

普兰维尔于2022年1月1日时的人口数量为206人。